# MADRUGADA/TIGER EYES
「MADRUGADA/TIGER EYES」（マドゥルガーダ/タイガー アイズ）は、Jazztronikの楽曲で1枚目のシングル。2004年11月3日に徳間ジャパンコミュニケーションズから発売。規格品番：TKCA-72816。

## 概要
デビュー6年目に発売された初シングル。「MADRUGADA」はスペイン語で「夜明け」を意味する。MV監督はK.R.M。

## 収録曲
全作曲・編曲：野崎良太
1. OPENING[3:16]
2. TIGER EYES[7:09]
  - 作詞：Fukko
3. MADRUGADA[6:39]
4. VERDRDES[6:59]
  - 作詞：Davide Giovannini

## 収録アルバム

### MADRUGADA
- オリジナル『CANNIBAL ROCK』（2005年8月31日）
- リミックス『the REMIXES PART:2』（2006年3月29日）
  - ※Reprise Remixed by Louie Vega
- ベスト『Early Years Best 2003-2006 -Pathway Through The Decade-』（2009年1月28日）

### TIGER EYES
- オリジナル『en:Code』（2005年12月7日）
  - ※-CLUB VERSION-
- リミックス『the REMIXES PART:2』（2006年3月29日）
  - ※NEEDS Remix
- オリジナル『Love Tribe』（2007年1月1日）
  - ※＜English Ver.＞ feat.Monday Michiru
- ベスト『Early Years Best 2003-2006 -Pathway Through The Decade-』（2009年1月28日）